# Chariot (bemannter Torpedo)

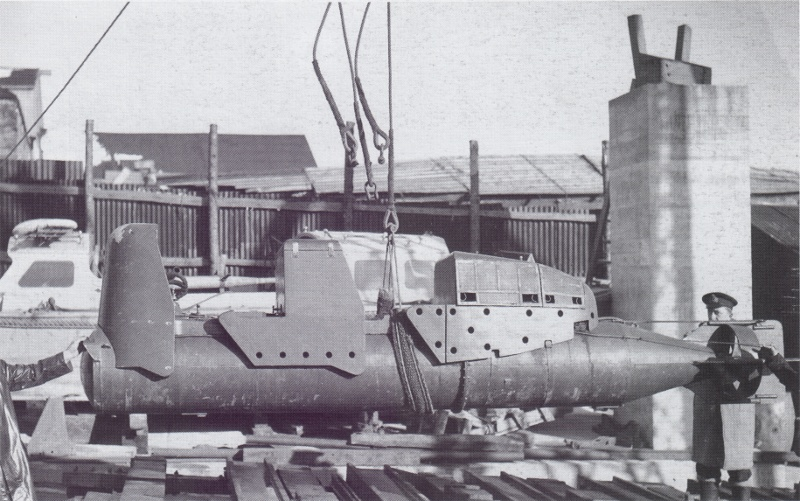
Chariot an Land

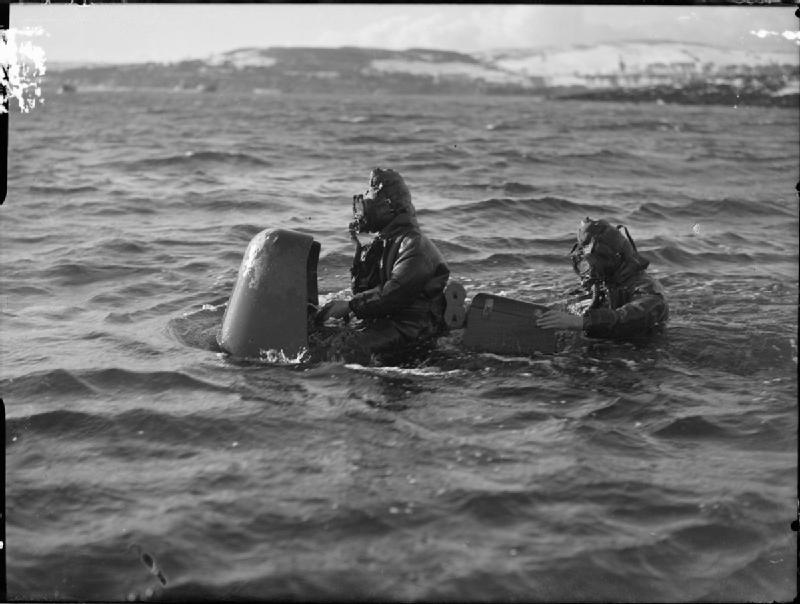
Chariot im Einsatz

Der Chariot (dt. = Streitwagen), offiziell ein Torpedo des Typs Mark, war ein bemannter Torpedo der Royal Navy im Zweiten Weltkrieg, der 1942 aus mehreren vor Gibraltar geborgenen bzw. sichergestellten italienischen SLC entwickelt wurde. Sein Einsatz erfolgte auf dem europäischen Kriegsschauplatz wie auch im Pazifik.

## Entwicklungsgeschichte
Nachdem britische Marineeinheiten vor Gibraltar mehrere italienische SLC sowie einen unbeschädigten angeschwemmten Torpedo sichern konnten, beauftragte Winston Churchill die Royal Navy, eigene maritime Kleinkampfmittel zu entwickeln. Dies geschah vor dem Hintergrund der offensichtlichen militärischen Stärke derartiger Verbände, die in der Nacht des 18. auf den 19. Dezember 1941 den britischen Seestreitkräften eindrucksvoll demonstriert worden war. In dieser Nacht gelangten drei italienische SLC unbemerkt in den Hafen von Alexandria und verminten die dort ankernden britischen Schlachtschiffe Queen Elizabeth sowie Valiant, die durch die folgenden Explosionen schwerst beschädigt wurden.
Die Gesamtleitung für die Entwicklung der britischen Kleinkampfmittel, zu denen auch das Kleinst-U-Boot Welman gehörte, übertrug Churchill dem Admiral Max Kennedy Horton. Verantwortlicher für die Geräte war Commander G. M. Sladen sowie für die Taucherausrüstung Commander W. O. Shelford in Kooperation mit der Firma Siebe, Gorman & Company Ltd. Als Entwicklungsgrundlage diente das italienische SLC, welches nahezu identisch dem britischen Standardtorpedo Mark I (umgangssprachlich Chariot genannt) angepasst wurde. Die Briten zeigten bei der Entwicklung ihres eigenen Gerätes keinen großen Einfallsreichtum, so dass der Chariot als britisches Gegenstück zum italienischen SLC angesehen werden kann.
In einem ersten Schritt wurde auf der italienischen Grundlage ein maßstabsgerechtes Holzmodell gebaut, das die Bezeichnung Cassidy erhielt. Die Cassidy war mit Tauch- und Trimmtanks sowie Druckluftflaschen zum Ausblasen ausgerüstet und erhielt die üblichen Tiefen- und Seitenruder. Als Basis diente der britische Standardtorpedo des Zweiten Weltkrieges, der Mark I mit einem Durchmesser von 533 mm. Mit der Cassidy wurden in der Folge die ersten Tauchübungen erprobt, die zugleich als Ausbildung für die kommenden Besatzungen diente. Zeitgleich erprobte die Royal Navy ihre dazu entwickelten Taucheranzüge und Atemgeräte.
Im Juni 1942 wurde der erste bemannte Torpedo der britischen Seestreitkräfte ausgeliefert. Das Einsatzgewicht des Chariot (Mark I Torpedo) betrug 1.575 kg, davon wog der im Bug untergebrachte abtrennbare Sprengkopf 300 kg. Unter Auswertung der folgenden Seeerprobungen folgte schon bald eine verbesserte Version, der Chariot II (Mark-II-Torpedo). Er wurde im Frühjahr 1944 ausgeliefert und war so konzipiert, dass die beiden Besatzungsmitglieder ihre Beine innerhalb des Rumpfes unterbringen konnten. Der Chariot III (Mark-III-Torpedo) erreichte eine Geschwindigkeit von 4,5 kn, hatte eine erweiterte Reichweite von 30 sm und konnte einen 1.000 kg schweren Sprengkopf tragen. Insgesamt wurden bis zum Kriegsende mindestens 80 Chariots aller Subtypen gebaut.
Ein erfolgreicher Transport von zwei Chariots unter einem Flugzeug des Typs Short Sunderland wurde zwar getestet, kam aber nicht zum Einsatz. Ebenso schien ein Transport auf Schnellbooten oder anderen dafür nicht konzipierten Schiffen als unmöglich und wurde als Notbehelf angesehen. Die Royal Navy baute daher zwei ihrer konventionellen U-Boote um. Nach italienischem Vorbild erhielten die Thunderbolt und P311 je zwei 8 Meter lange druckfeste Behälter, in denen die Chariots in ihr Operationsgebiet gebracht wurden.

## Einsätze (Auswahl)
- Oktober 1942: Der wohl bekannteste Einsatz von Chariots und zugleich die Feuertaufe war das vom Special Operations Executive (SOE) geplante Kommandounternehmen Operation Title auf das deutsche Schlachtschiff Tirpitz Ende Oktober 1942. Die beiden Chariots Nr. VI und VII wagten den Angriffsversuch auf das im norwegischen Asenfjord liegende Schlachtschiff. Als Trägerschiffe fungierte ein getarnter Fischkutter, der mit gefälschten deutschen Papieren und einer Torf-Tarnladung versehen war. Die Chariots unter Planen und Torf versteckt, stach der Fischkutter von England mit Ziel Norwegen in See. Kurz vor dem Erreichen der Küste wurden die beiden Chariots ausgebootet und unter dem Kutterrumpf gehaltert. Aufgrund der schlechten Seelage rissen sich jedoch beide Torpedos von ihren Halterungen los und versanken. Das Unternehmen war gescheitert.
- 3. Januar 1943: Ein geplanter Großschlag von fünf bemannten Torpedos (Chariots XV, XVI, XIX, XXII und XXIII), die von ihren Trägerschiffen Thunderbolt und P 311 den Hafen von Palermo attackieren sollten, begann tragisch, als das U-Boot P 311 auf seinem Anmarschweg vom italienischen Torpedoboot Partenope entdeckt und mit allen Besatzungsmitgliedern und Chariots versenkt wurde. Die verbliebenen Chariots des U-Bootes Thunderbolt wurden erfolgreich ausgebootet und versenkten den italienischen Leichten Kreuzer Ulpio Traiano (3.362 t) und beschädigten das Handelsschiff Viminale schwer.
- Juni 1944: Im Juni 1944 konnte der nach dem Waffenstillstand von Cassibile in deutsche Hand gefallene Schwere Kreuzer Bolzano in einer kombinierten Attacke aus italienischen SLC und Chariots versenkt werden. Dabei verlor die Royal Navy die Chariots LVIII und LX.
- Oktober 1944: Zwei Chariots mit der Nummer LXXIX und LXXX versenkten bei Phuket die von den Japanern gehobenen und zum Abschleppen bereiten holländischen Dampfer Sumatra (4.859 BRT) und Volpi (5.292 BRT). Dabei gingen jedoch beide Chariots verloren.

## Einstellen der Operationen
Schon um den Jahreswechsel 1944/1945 wurden die Operationen der Chariots im europäischen Raum mangels geeigneter Ziele gänzlich eingestellt. Ihnen folgten auch die Unternehmungen im Pazifik. Hintergrund waren Berichte über Folterungen und Repressalien japanischer Einheiten gegenüber gefangen genommen Chariot-Besatzungen.

## Sonstiges
Interessant ist die Tatsache, dass dem deutschen Oberkommando der Marine die Existenz der Chariots bekannt war. Die deutsche Marine veröffentlichte in der Zeitschrift „Marine-Umschau“ des Jahrganges 1944 sogar eine Skizze mit allen wichtigen technischen Details. Allerdings nutzte die deutsche Marineleitung diesen Vorteil bei dem Aufbau der Kleinkampfverbände der Kriegsmarine, der im Frühjahr 1944 begonnen hatte, nicht aus. Sie entwickelte stattdessen eigene bemannte Torpedos wie den Neger und Marder.